# Mucor minutus
Mucor minutus är en svampart som först beskrevs av Baijal & B.S. Mehrotra, och fick sitt nu gällande namn av Schipper 1975. Mucor minutus ingår i släktet Mucor och familjen Mucoraceae.   Inga underarter finns listade i Catalogue of Life.